# Paco Ignacio Taibo I
Paco Ignacio Taibo I (* 19. Juli 1924 in Gijón, Asturien, als Francisco Ignacio Taibo Lavilla González Nava Suárez Vich Manjón; † 13. November 2008 in Mexiko-Stadt) war ein mexikanischer Schriftsteller und Journalist. Er floh als Sozialist im spanischen Bürgerkrieg nach Frankreich und begann dort seine publizistische Karriere. 1959 ging er nach Mexiko und wurde dort Gründer und Leiter des Kulturteils von El Universal, einer der größten mexikanischen Zeitungen. Als Freund Luis Buñuels war er wichtig für die mexikanischen Filmszene. Er verfasste Romane, Theaterstücke und Essays.
Taibo starb am 13. November 2008 an einer Lungenentzündung. Er war der Vater des Schriftstellers Paco Ignacio Taibo II, des Dichters Benito Taibo und des Filmproduzenten Carlos Taibo.